# Fumihiro Oikawa
Pour les articles homonymes, voir Oikawa.
Fumihiro Oikawa (en japonais : 及川史弘), né le 26 août 1973 à Sendai au Japon, est un patineur artistique japonais, champion du Japon en 1994.

## Biographie

### Carrière sportive
Fumihiro Oikawa est le champion national du Japon en 1994.
Il représente son pays à trois mondiaux juniors (1990 à Colorado Springs, 1991 à Budapest et 1992 à Hull), aux Jeux olympiques d'hiver de 1994 à Lillehammer et aux mondiaux de 1994 à Chiba.
Il quitte les compétitions sportives après les mondiaux de 1994 dans son pays.

### Reconversion
Après sa retraite sportive, il devient journaliste.

## Palmarès
| Compétition                   | 1990    | 1991    | 1992    | 1993    | 1994    |  |  |  |  |  |  |  |  |  |
| Jeux olympiques d'hiver       |         |         |         |         | 22e     |  |  |  |  |  |  |  |  |  |
| Championnats du monde         |         |         |         |         | 24e     |  |  |  |  |  |  |  |  |  |
| Championnats du Japon         |         |         |         | 3e      | 1er     |  |  |  |  |  |  |  |  |  |
| Championnats du monde juniors | 15e     | 7e      | 7e      |         |         |  |  |  |  |  |  |  |  |  |
|                               |         |         |         |         |         |  |  |  |  |  |  |  |  |  |
| Autres Compétitions           | 1989/90 | 1990/91 | 1991/92 | 1992/93 | 1993/94 |  |  |  |  |  |  |  |  |  |
| Skate America                 |         |         | 9e      |         |         |  |  |  |  |  |  |  |  |  |
| Trophée de France             |         |         |         |         | 13e     |  |  |  |  |  |  |  |  |  |
|                               |         |         |         |         |         |  |  |  |  |  |  |  |  |  |